# イタリア領エリトリア

エリトリア植民地
Colonia Eritrea (イタリア語)

1930年のエリトリア

エリトリア植民地（エリトリアしょくみんち、イタリア語: Colonia Eritrea）は、イタリア王国が現在のエリトリアに持っていた植民地である。1869年にルバッティーノ海運会社がアッサブを購入したことがイタリアの最初の進出となり、1882年には政府の管理下に置かれた。1885年にマッサワを占領して以降徐々に領土を拡大していき、1889年にはウッチャリ条約でエチオピア帝国との国境が定められた。そして、1890年にはエリトリア植民地が正式に設立された。
1936年、この地域はエリトリア総督府としてイタリア領東アフリカに統合された。この状態は、1941年に第二次世界大戦の東アフリカ戦線でイタリアがこの地域を失うまで続いた。その後イタリア領エリトリアはイギリス軍の統治下に置かれ、1951年には国際連合の監督下に置かれた。1952年9月にエチオピアの自治領となり、1991年に独立した。

## 歴史

### アッサブの獲得と植民地の設立

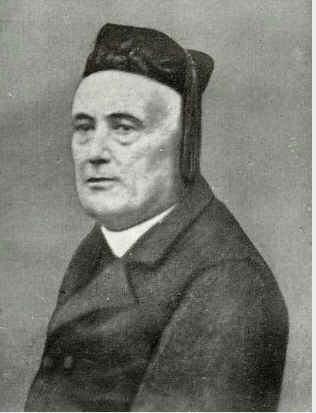
ジュゼッペ・サペト（1870年）

紅海におけるイタリア事業の初期の歴史を代表する人物がジュゼッペ・サペトである。彼は若い修道士で、カイロで布教の準備をしていたとき、1837年にアビシニアに派遣された。その後、積極的にヨーロッパへの進出を主張し、当初はフランス人の進出を勧めていた。イタリアが統一された1866年以降は、代わりにイタリアの影響力を拡大することを目指した。スエズ運河の完成が近づくと、彼は紅海にイタリアの蒸気船のための給油所と寄港地を設立することを構想し始めた。サペトは、イタリア外務大臣や国王ヴィットーリオ・エマヌエーレ2世を取り込み、自分の考えを説明した。

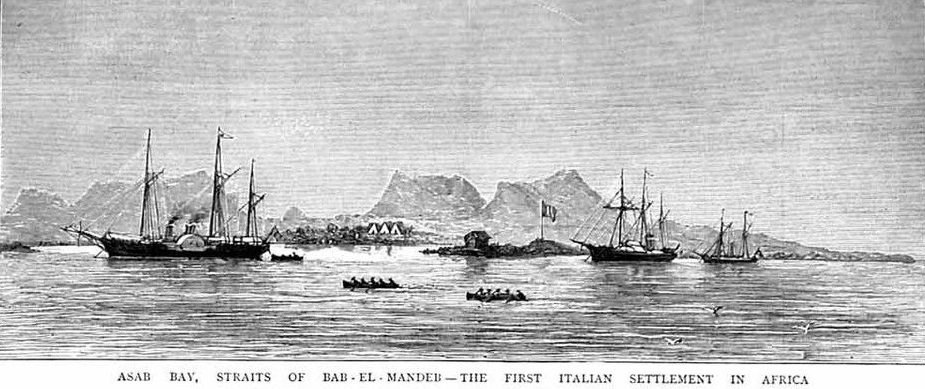
アッサブでのイタリアの植民（1880年）

1869年の秋、彼はアクトン提督とともに政府から紅海に派遣され、適切な港を選び、その売却の手配をすることになった。彼は、アッサブ湾のダナキル族の首長に少額の保証金を支払い、その見返りとして帰国後に領土を売却することを約束させることでこれを実現した。一方、政府はラファエレ・ルバッティーノと連絡を取っていた。彼の会社は、新しく開通したスエズ運河と紅海を通ってインドに向かう蒸気船路線を設立しようと計画していた。そして、ルバッティーノ社が自国名と自国資金で領土を購入し、国益のために利用することが合意された。サペトは会社を代表して紅海に戻り、購入を完了させ、さらに南側の土地を購入した。
1870年3月までに、イタリアの船会社は、北のアネスレー湾と南のオボックのほぼ中間にある、さびれていたが広いアッサブ湾の北端を領有するようになった。しかしこの地域はオスマン帝国とエジプトに支配されていたため、イタリア人が入植したのは1880年になってからである。その2年後、商業的な所有者にすぎなかったイタリアは、この新興の植民地を正式に所有することになった。
紅海の西海岸の大部分は、当時エジプト副王領（東岸を支配していたオスマン帝国の想定統治下）が正式に領有していたが、エチオピア・エジプト戦争でのエジプトの大敗とスーダンのマフディーの反乱の成功によりこの地域は混乱に陥った。1884年、イギリスのアドワ条約は、皇帝ヨハンネス4世がスーダンから軍隊を撤退させることを条件に、ボゴス（現在のエリトリア高地）とマサワン海岸への自由なアクセスを約束した。
しかしイギリスの外交官は、タジュラ湾沿いのフランス植民地であるフランス領ソマリランドがエジプト撤退によってできた空白地帯に拡大することを懸念していた。エチオピアとの条約を無視し、公然とイタリアの北方進出を促し、マッサワはエジプト軍に一発も発砲されることなく占領された。真珠の好漁場に囲まれた珊瑚礁の島にあるこの優れた港は、要塞化され、イタリア総督の首都とされた。一方、アッサブは引き続き給油所として使用された。イタリアはアドワ条約に加盟していなかったため、直ちに武器輸送の制限とエチオピア製品への関税の賦課を開始した。
1889年の皇帝ヨハンネス4世の死去に伴う混乱の中で、オレステ・バラティエリ将軍がエリトリア沿岸の高地を占領し、イタリアはマサワに代わってアスマラを首都とする新植民地エリトリア（紅海のラテン語名から）の設立を宣言した。
同年調印されたウッチャレ条約において、南部エチオピア王国シェワのメネリク2世は、財政援助の保証とヨーロッパの武器・弾薬の継続的入手を引き換えに、ライバルであるボゴス、ハマシアン、アッケレグザイ、セライのイタリアによる占領を承認することとなった。その後、メネリク2世（在位1889〜1913年）がライバルの国王に勝利し、皇帝に即位したことで、この条約は正式に国全体を拘束することになった。
しかし、設立以来メネリクは北部のティグライ州におけるイタリア人の関与に否定的であった。一方イタリア側は、ティグライ人が植民地の保護領内の部族を定期的に襲撃していたため、関与せざるを得ないと考え、そしてティグライ人の指導者は、現在イタリアの領地となっている州の領有を主張し続けた。そのような状況の中、フランスとの鉄道建設交渉は事態を大きく進展させることになった。イタリア語版（アムハラ語版ではない）のウッチャレ条約で、エチオピアに対してイタリアを通さない外国との交渉を禁止し、事実上エチオピアをイタリアの保護領とした。国内的にも軍事的にも安定したメネリクは、この条約を全面的に破棄し、その後イタリアはアドワ戦争で惨敗し、エチオピア併合の望みは一旦絶たれた。
20世紀後半、アッサブはエチオピアの主要港となるが、近隣のジブチが鉄道（1902年にディレ・ダワまで完成）を通じてアッサブやゼイラへの従来のキャラバン航路に取って代わり、長い間影を潜めていた。マッサワは依然としてエチオピア北部の主要港であったが、比較的高い関税、キャラバンへの依存、政治的対立からエチオピアとの貿易量は限られたものであった。
イタリア政府は自国の土地の開発を目指し、1880年代後半に新植民地での最初の開発事業を開始した。1888年にエリトリア鉄道がサーティまで完成し、1911年には高地のアスマラに到達した。

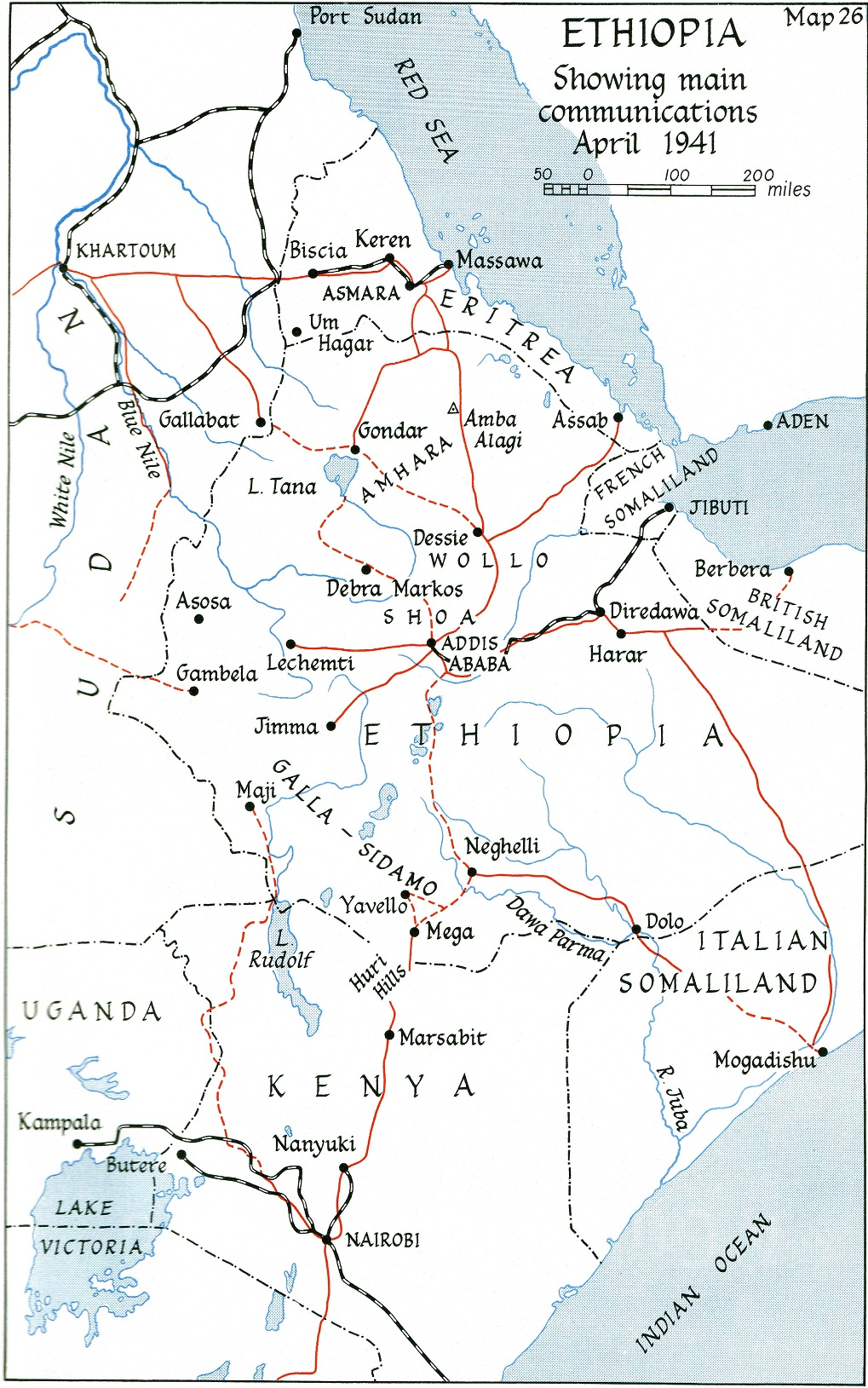
エリトリアとAOIでイタリア人が作った新しい道路（「帝国道路」など、1941年に建設中のもの）を赤色で示した地図。

アスマラ-マッサワ間の索道（第二次世界大戦でイギリスが戦争賠償金として解体）は、当時世界最長の路線であった。イタリアによるエリトリア統治は、エリトリア社会の医療と農業の分野にも改善をもたらした。人種差別法の施行にもかかわらず、都市部のエリトリア人はみな近代的な衛生設備と病院サービスを利用できるようになった。
また、イタリア人は現地のエリトリア人を警察や公共事業などの公務に従事させた。文化的、言語的、宗教的な多様性を持つこの地域において、イタリア人総督は相次いで統一と公の秩序を維持した。
あまり発展してなかったイタリア領ソマリランドやリビアと対照的に、エリトリアはコロニア・プリモジェニタ（「最初に生まれた植民地」）と呼ばれ、他の土地よりも多くのイタリア人入植者を誇っていた。20世紀初頭、イタリア政府の援助により、最初の数十家族がアスマラやマッサワ周辺に定住した。
その後、第一次世界大戦中には4,000人程度だったイタリア系エリトリア人のコミュニティは、第二次世界大戦当初には10万人近くまで拡大した。イタリア人はイスラム教の信仰を容認する一方で、エリトリアにおけるカトリックの大拡張を支持し、首都のロザリオの聖母教会を中心に、アスマラやケレン周辺の高地に多くの教会を建てた。
1940年代初頭には、カトリックは植民地の人口の約28％、キリスト教は半数以上のエリトリア人の宗教として公認された。

### ファシスト時代

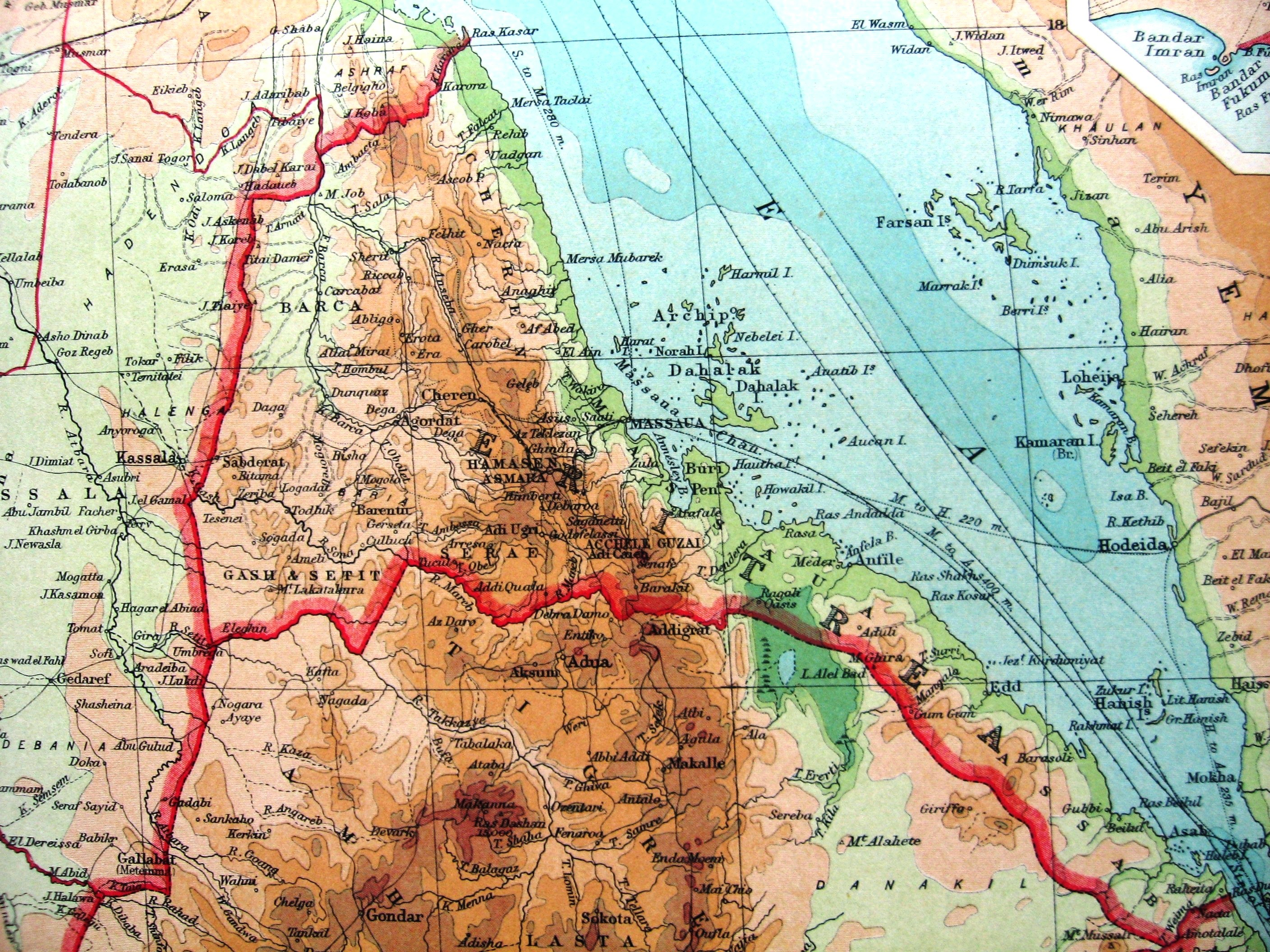
イタリア領エリトリアの地図（1922年）

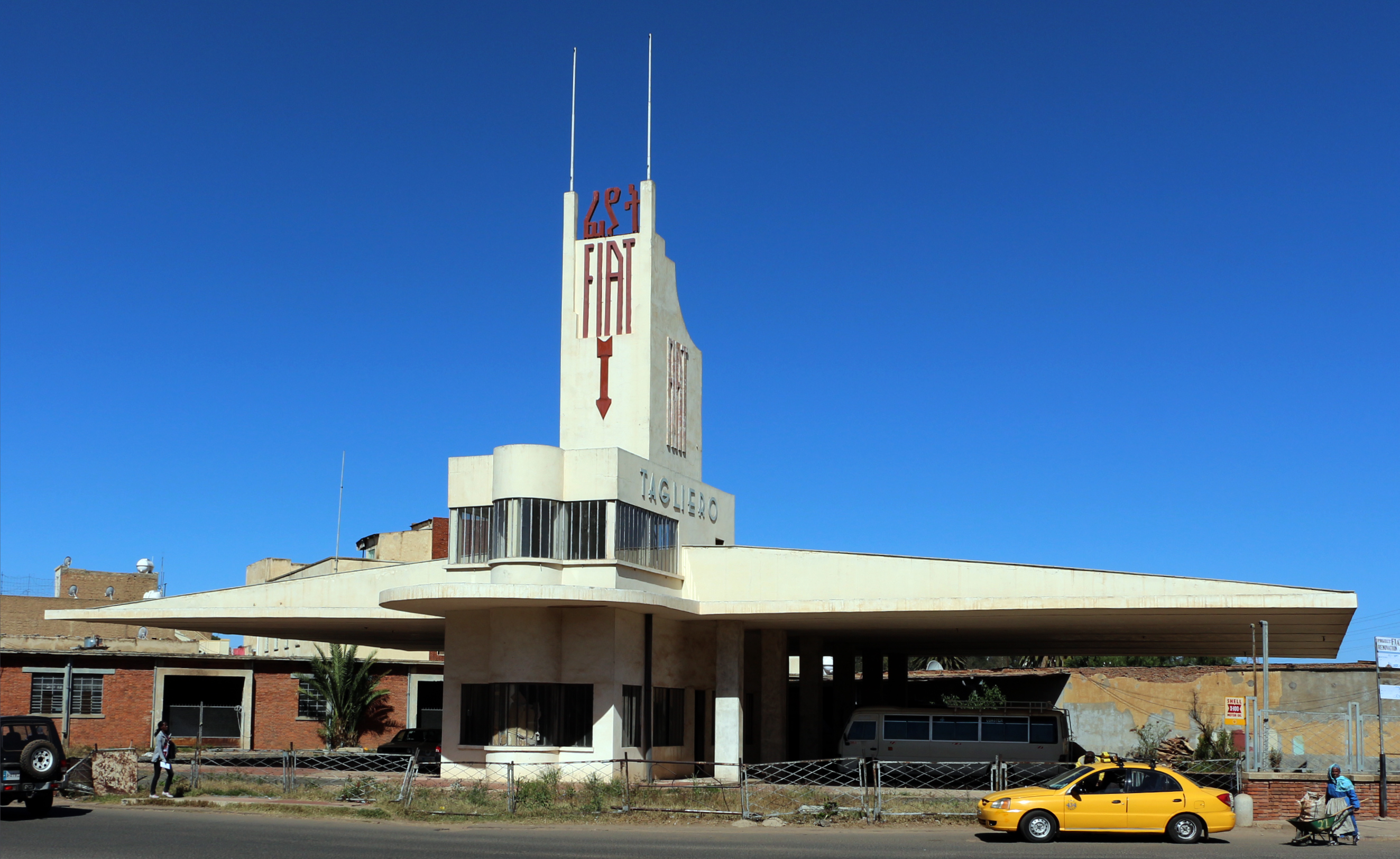
Fiat Tagliero Building, Gas Station in Art deco style of Italian Asmara

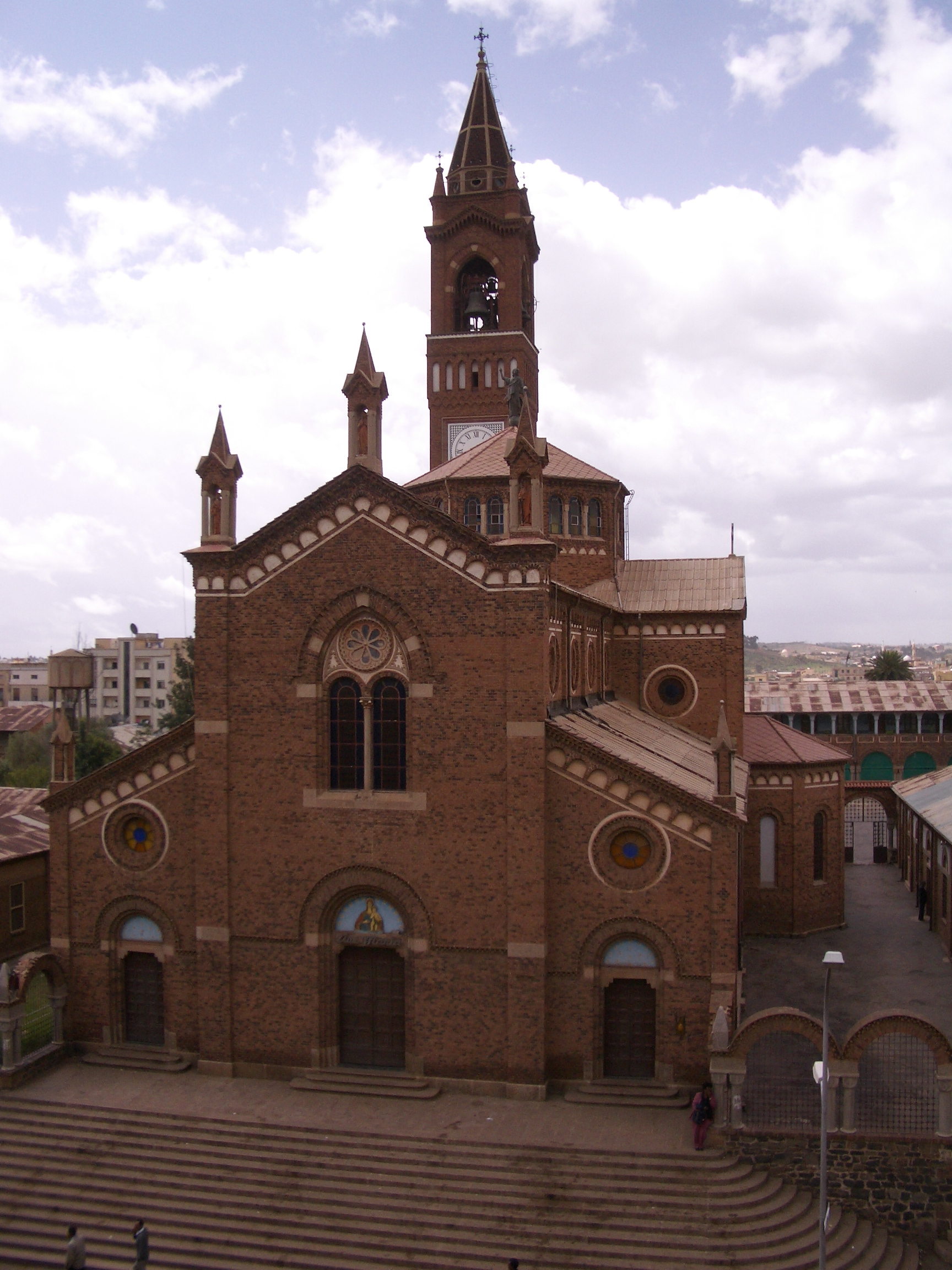
Church of Our Lady of the Rosary in Asmara, built in 1923

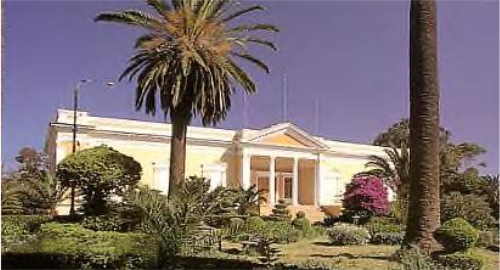
Governor's Palace, built in 1940 (current Presidential Palace)

1922年、イタリアでベニート・ムッソリーニが権力を握ると、エリトリアの植民地政府は大きく変化した。1936年5月にドゥーチェがイタリア帝国の誕生を宣言すると、イタリア領エリトリアとイタリア領ソマリランドは、征服したばかりのエチオピアと合併して、新たにイタリア領東アフリカ（Africa Orientale Italiana）の行政区域となった。このファシスト時代の特徴は、「新ローマ帝国」の名の下に帝国を拡大することであった。
エリトリアはイタリア政府によって、イタリア領東アフリカの工業の中心地として選ばれた。
After the establishment of new transportation and communication methods in the country, the Italians also started to set up new factories, which in turn made due contribution in enhancing trade activities. The newly opened factories produced buttons, cooking oil, and pasta, construction materials, packing meat, tobacco, hide and other household commodities. In the year 1939, there were around 2,198 factories and most of the employees were Eritrean citizens, some even moved from the villages to work in the factories. The establishment of industries also made an increase in the number of both Italians and Eritreans residing in the cities. The number of Italians residing in the country increased from 4,600 to 75,000 in five years; and with the involvement of Eritreans in the industries, trade and fruit plantation was expanded across the nation, while some of the plantations were owned by Eritreans.
エリトリアの首都の人口は大幅に増加した。1935年にはイタリア人が4,000人、エリトリア人が12,000人しかいなかったが、1938年にはイタリア人が48,000人、エリトリア人が36,000人にまで増えた。歴史家のジャン・ルカ・ポデスタは、「アスマラは実質的にイタリアの都市となった（"in pratica Asmara era diventata una citta' italiana"）」と記している。
イタリア政府は農業改革を継続したが、主にイタリア人入植者が所有する農場で行われた（1930年代にはコーヒーの輸出が好調であった）。アスマラ周辺には、1940年時点で2,000社以上の中小工業会社があり、建設、機械、繊維、食品加工、電気などの分野に集中していた。その結果、1939年のエリトリアの生活は、地元のエリトリア人とイタリア人入植者の双方にとって、アフリカ大陸で最も良い水準に達していたと考えられている。
ムッソリーニ政権は、エリトリアを将来の戦略的な拠点と考え、1935年から1936年にかけてエチオピアの征服と植民地化を進めるための拠点として利用した。第二次世界大戦でも、イタリアはエリトリアからスーダンを攻撃し、カッサラ地方を占領した。実際、イタリアの植民地軍で最も優秀だったのはエリトリア人のアスカリであったと、イタリアのロドルフォ・グラツィアーニや伝説の士官アメデオ・ギレは述べている。さらに第二次世界大戦後、アスカリへの従軍は、イタリア領エリトリアの先住民男性にとって主な有給雇用の源となった。1936年のイタリア軍のエチオピア侵攻に伴う軍備拡張の際には、エリトリア人の40%がこの植民地軍に入隊した。
1939年のイタリアの国勢調査によると、アスマラ市の人口は98,000人で、そのうち53,000人がイタリア人であった。この事実により、アスマラはイタリア帝国のアフリカにおける主要な「イタリア人街」となった。さらに、アスマラには多くのイタリア風建築があることから、「ピッコラ・ローマ（小さなローマ）」と呼ばれるようになった。この年のエリトリア全土のイタリア人の総数は7万5千人であった。
アスマラは、建築物だけでなく、都市建設時にローマよりも多くの信号機が設置されていたことから、例外的に近代的な都市として知られていた。計画都市の特徴を多く取り入れた都市である。アスマラは、建築家による理想的な近代都市をいち早く実現し、ブラジリアなど世界の多くの都市に導入されたが、完全な普及にはいたらなかった。その特徴は、都市計画、広い並木道、政治的な地域と特区、発展のための空間と範囲である。アスマラはエリトリア人のために建設されたのではなく、イタリア人が自分たちのために建設し、独自のカーレース（アスマラサーキット）を開催するなど、イタリアらしい都市になった。
建築物だけでなく、広い街路や広場、コーヒーバーなど、イタリアの真髄を感じさせるこの街は、「新ローマ」とも呼ばれています。ヤシの木やシバの木が並ぶ大通りには、ピッツェリアやカプチーノやラテのコーヒーバー、アイスクリームパーラーなどが数多く立ち並んでいます。
アスマラやマッサワ周辺ではイタリア人の推賞により多くの工業投資が行われたが、第二次世界大戦が始まるとエリトリアの工業化の開花はストップしてしまった。

## イギリスによる軍政と植民地の終了
1941年1月、イギリス軍がエリトリアを征服した際、インフラや工業地帯のほとんどが著しく損傷し、残ったもの（アスマラ-マサワ索道など）は戦利品としてインドやアフリカのイギリス領の方へ順次撤去された。
続くイタリアのゲリラ戦は、1943年9月のイタリア軍休戦まで、多くのエリトリア植民地軍（エリトリア独立の「英雄」であるハミド・イドリース・アワテなど）によって支援された。第二次世界大戦でイタリアが降伏すると、エリトリアはイギリス軍の統治下に置かれた。
イタリア王国が連合国に敗北した後、エリトリアのイタリア人は国外に移住し始め、1949年のイギリスの国勢調査の時点では、アスマラの総人口127,579人のうちイタリア系エリトリア人はわずか17,183人であった。イタリア人入植者の多くはイタリアへ、その他の人々はアメリカ、中東、オーストラリアへ旅立った。
イギリスは当初、エリトリアのイタリア統治を維持したが、やがてエリトリアは激しい独立運動（40年代後半はイギリスから、1952年以降はエリトリアを併合したエチオピアから）に巻き込まれるようになった。
第二次世界大戦末期には、ヴィンチェンツォ・ディ・メグリオ博士のようなイタリア系エリトリア人が、エリトリアにおけるイタリア人の存在を政治的に擁護し、エリトリアの独立を次々と推進した。彼はローマに行き、バチカンが推進するエリトリア独立会議に参加した。
戦後、ディ・メグリオは「エリトリア代表イタリア人委員会」（CRIE）の理事に任命された。1947年には、エリトリアにおけるイタリアに有利なエリトリア人との同盟を得るため、「イタリア・エリトリア協会」と「ヴェテラン・アスカリ協会」の設立を支持した。
その結果、1947年9月、エリトリアにおけるイタリアの存在に好意的なエリトリアの政党である「Partito Eritrea Pro Italia」（シャラ・イタリア党）を共同設立し、1ヶ月で20万人以上の会員加入を獲得することになった。
1947年にアスマラに設立された「シャラ・イタリア党」は、メンバーの大半が元イタリア兵で、エリトリア人のアスカリも多かった（イタリア政府もバックアップしていた）。
この党の主な目的はエリトリア人の自由の獲得であったが、独立前に少なくとも15年間はイタリアに統治されることを前提条件としていた。
1947年の平和条約で、イタリアは植民地の終焉を正式に受け入れた。その結果、主にエチオピア政府がエリトリアを支配するようになってから、イタリア人コミュニティは消滅し始めた。
しかし、1962年のアフリカネイションズカップで優勝したサッカーのチャンピオン、イタロ・ヴァッサロとルチアーノ・ヴァッサロ兄弟のように、エチオピア政府から歓迎されたイタリア系エリトリア人もいた。

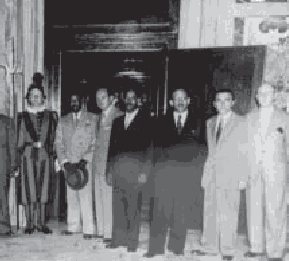
1949年にバチカンで開かれたエリトリア独立会議でのヴィンチェンツォ・ディ・メグリオ（右から2番目）

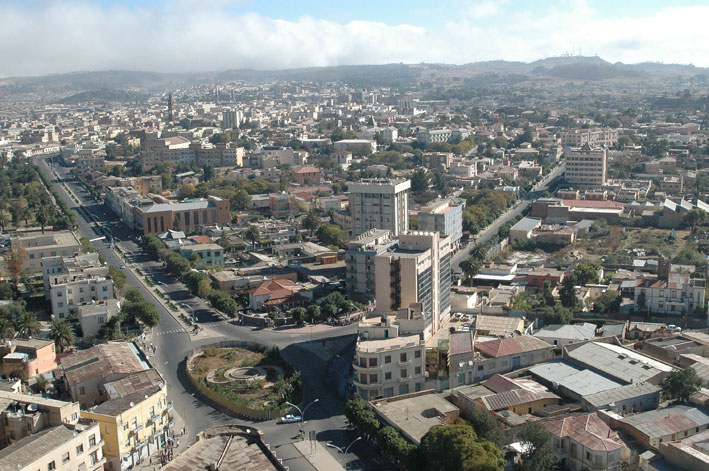
「ピッコラ・ローマ」と呼ばれる、イタリア風の建物が並ぶ近代的なアスマラの中心街